# ライファイゼン・アレーナ
ライファイゼン・アレーナ（ドイツ語: Raiffeisen Arena）は、オーストリア・オーバーエスターライヒ州リンツにあるサッカー専用スタジアム。2023年2月に開場し、LASKリンツがホームスタジアムとして使用している。

## 概要
老朽化し建て替えの必要性に駆られていたリンツァー・シュターディオンを取り壊し、2023年2月24日にLASKリンツ対SCアウストリア・ルステナウのブンデスリーガでライファイゼン・アレーナは開場した。自治体所有であった陸上トラック付きのリンツァー・シュターディオンとは異なり、LASKリンツ所有のサッカー専用スタジアムとして設計されたため、UEFAスタジアムカテゴリーで最高評価となる星4つを受けている。

## 開催された主な試合
- 国際Aマッチ

| 日付          | ホームチーム | 結果 | アウェーチーム   | ラウンド           |
| ------------- | ------------ | ---- | ---------------- | ------------------ |
| 2023年3月24日 | オーストリア | 4-1  | アゼルバイジャン | UEFA EURO 2024予選 |
| 2023年3月27日 | オーストリア | 2-1  | エストニア       | UEFA EURO 2024予選 |
| 2023年9月7日  | オーストリア | 1-1  | モルドバ         | 親善試合           |

## ギャラリー

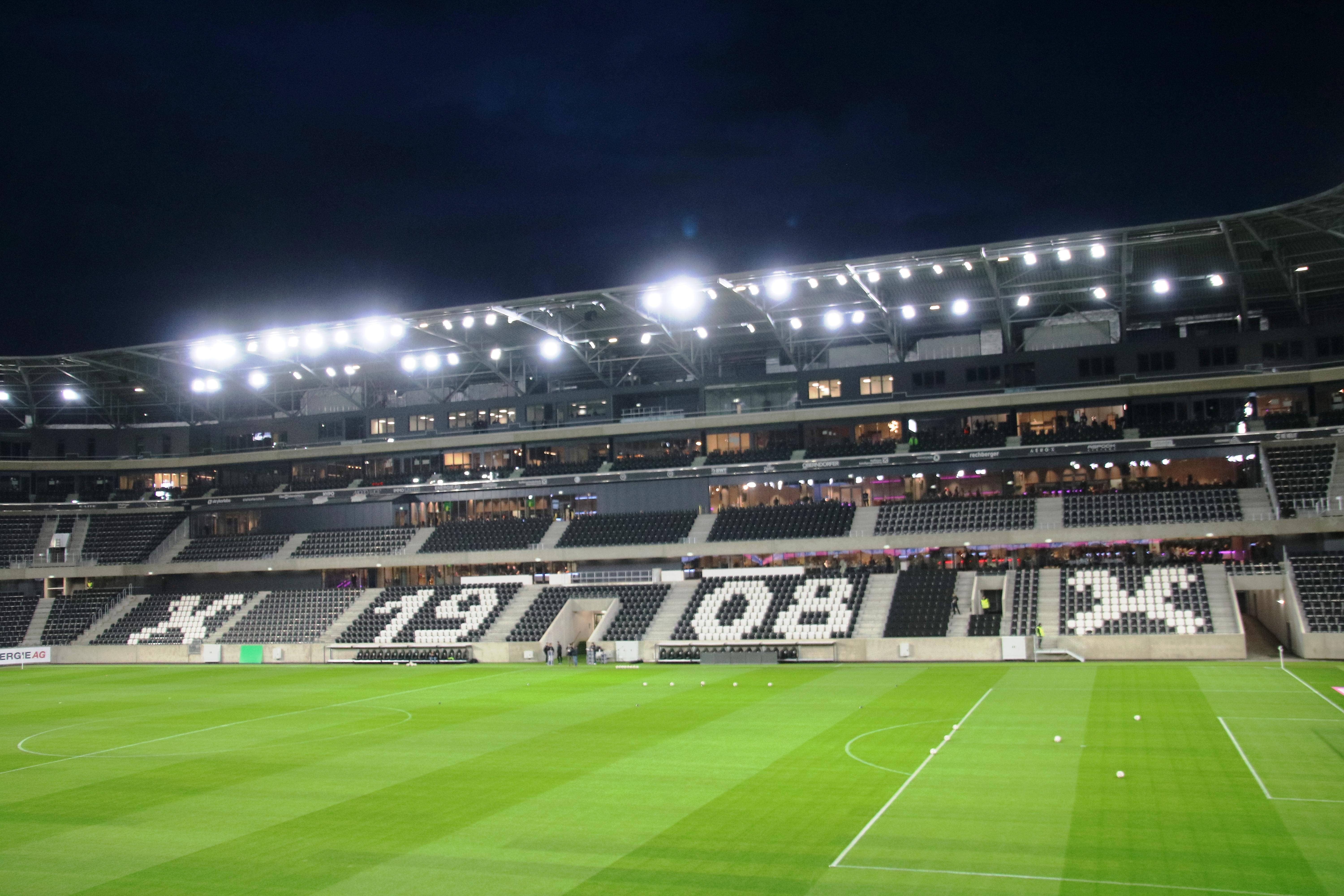
メインスタンド
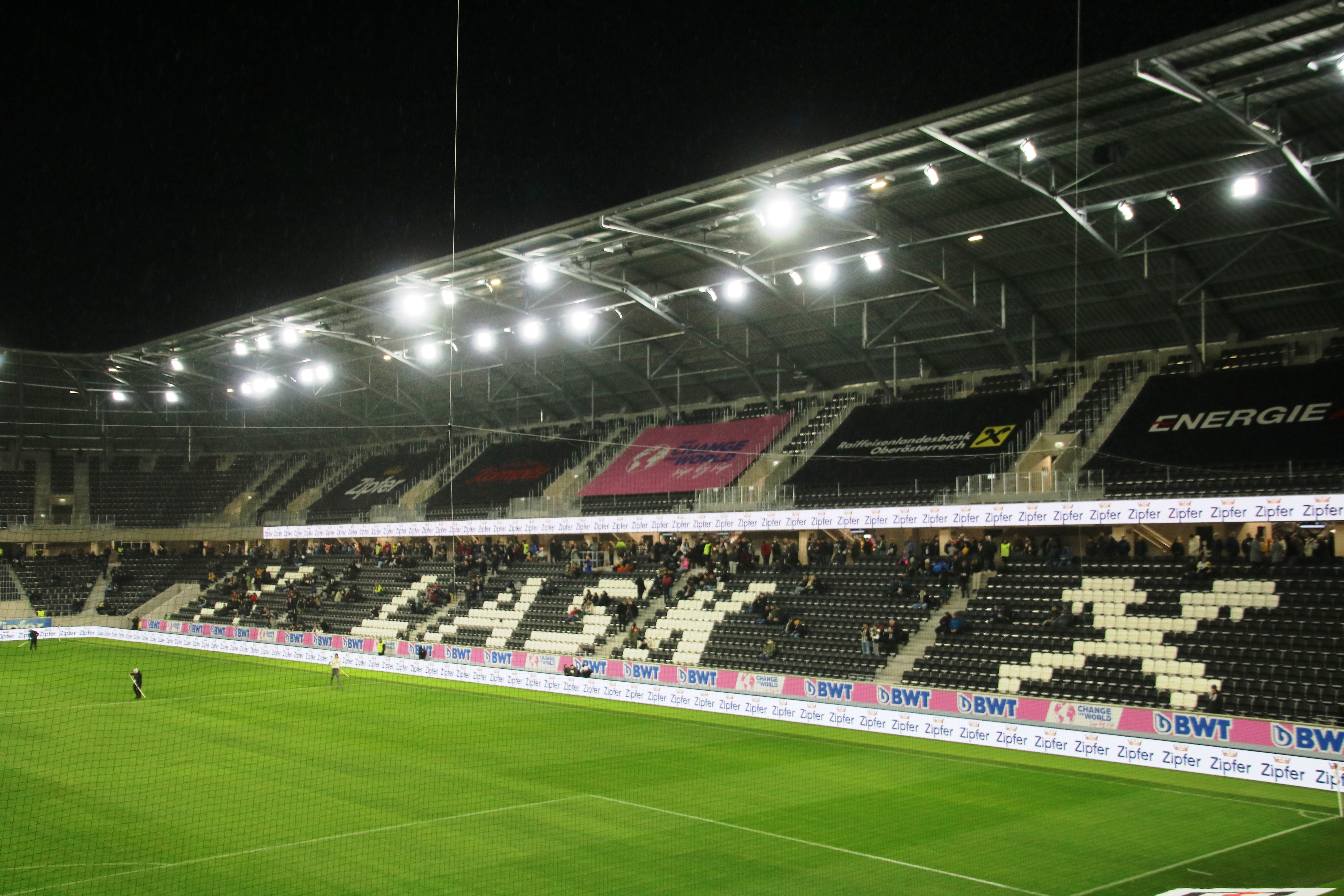
バックスタンド
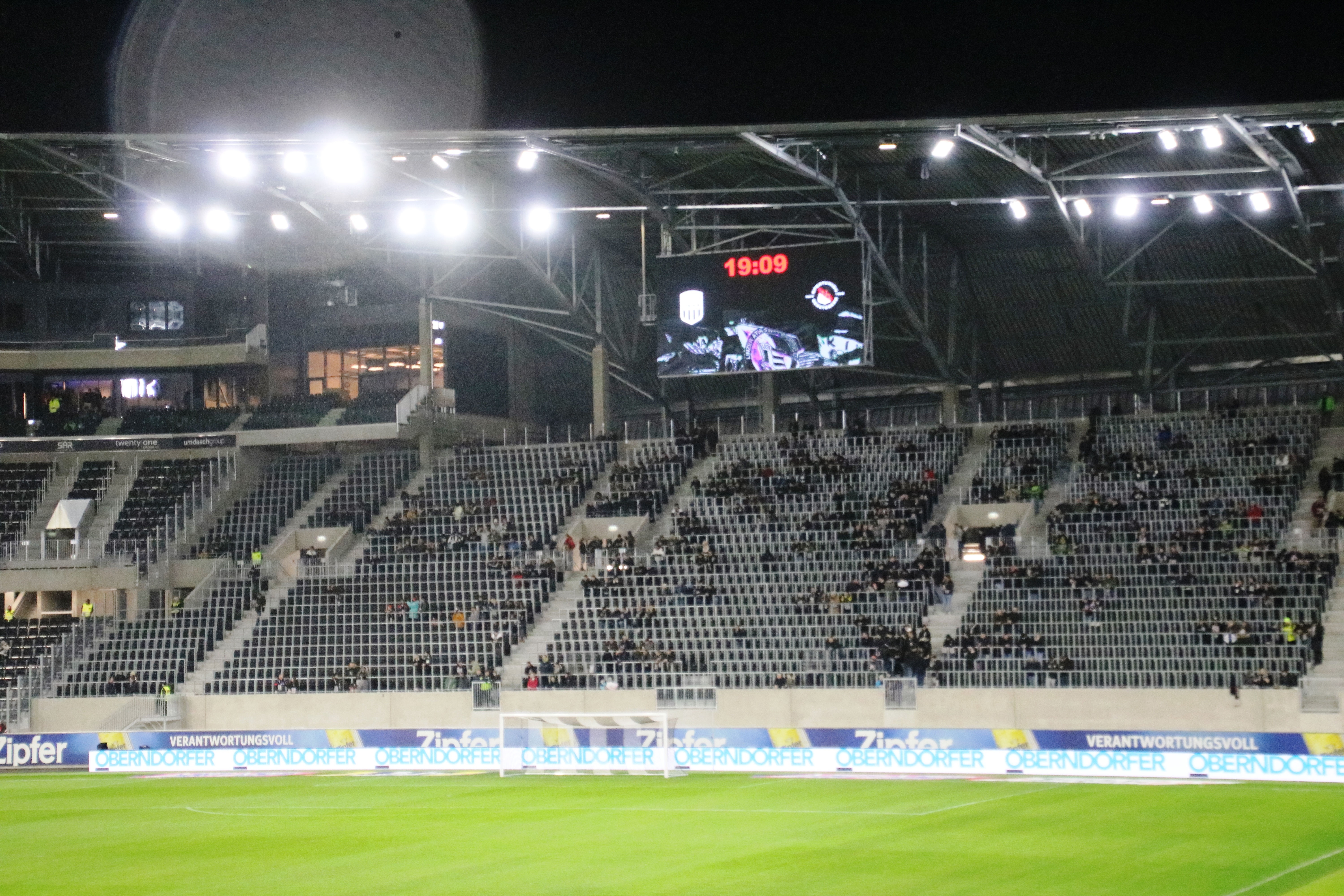
西側のゴール裏
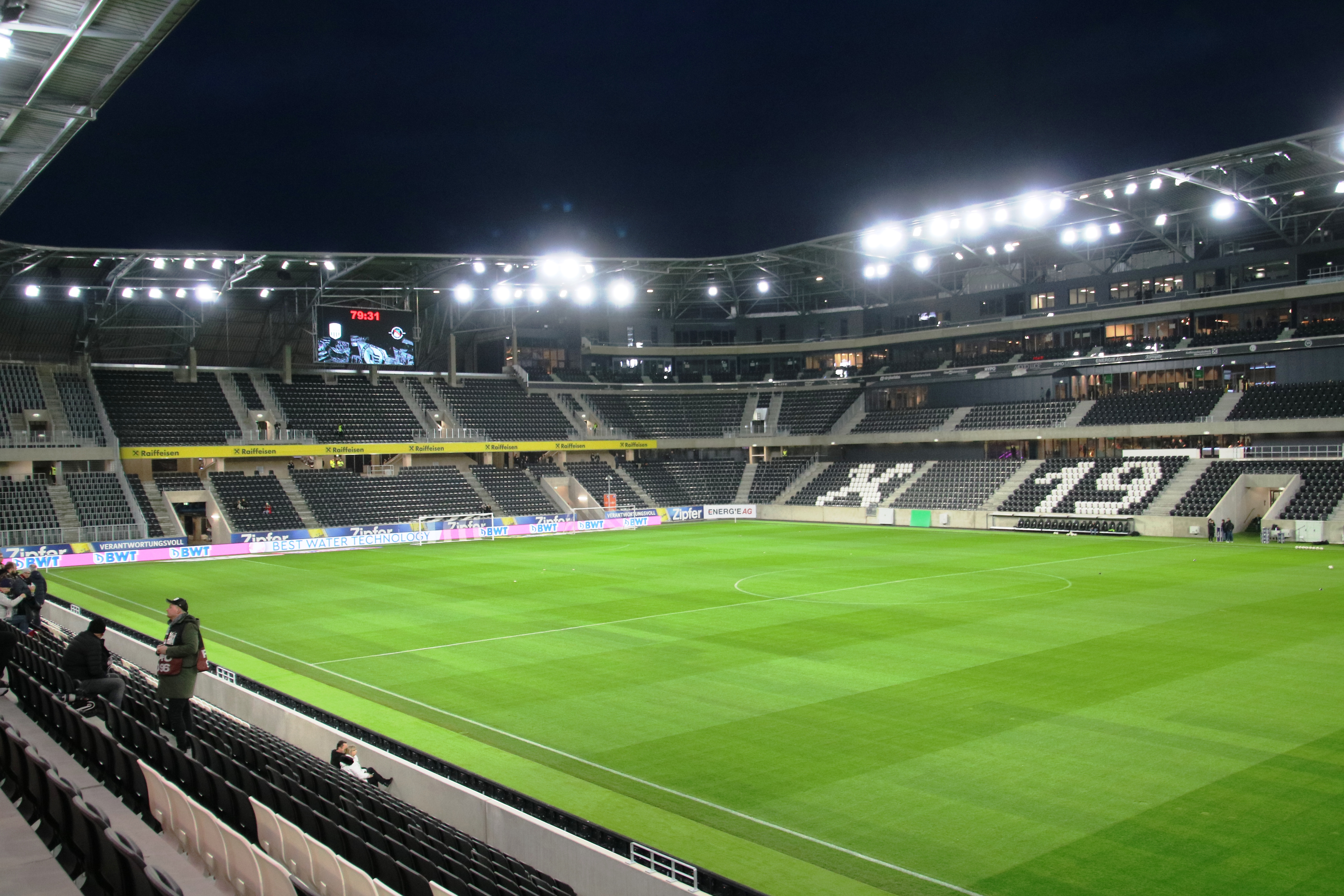
東側のゴール裏